# Nagehan Akşan
Nagehan Akşan (* 22. Februar 1988 in Trabzon) ist eine türkische Fußballspielerin. 2009 spielte sie für die türkische Fußballnationalmannschaft.

## Karriere

### Verein
Von 2008 bis 2010 spielte Akşan für den Verein Trabzonspor. Danach wechselte sie zu Maltepe Yalıspor. In der Saison 2010/11 bestritt sie 19 Länderspiele. Für die Saison 2011/12 schloss sie sich bei Trabzon İdmanocağı an. Am 1. Juni 2018 unterzeichnete sie einen Vertrag mit dem in Istanbul ansässigen Verein Ataşehir Belediyespor. Für die Saison 2021–22 wechselte sie zum neu gegründeten Verein Çaykur Rizespor. 2022 kehrte Akşan zu Ataşehir Belediyespor zurück.

### Nationalmannschaft
Akşan wurde 2009 in die türkische Nationalmannschaft einberufen. Zudem nahm sie an der Qualifikation zur FIFA Frauen-Weltmeisterschaft 2011 teil. Sie absolvierte 3 Länderspiele.